# Жистык
Жистык — посёлок в Берёзовском районе Красноярского края России. Входит в состав Маганского сельсовета. Находится на берегах реки Базаиха, вблизи места впадения в неё реки Жистык, примерно в 35 км к юго-юго-востоку (SSE) от районного центра, посёлка Берёзовка, на высоте 372 метров над уровнем моря.

## Население
| 1989 | 2002 | 2010 |
| ---- | ---- | ---- |
| 44   | ↘34  | ↘7   |

Гендерный состав
По данным Всероссийской переписи населения 2010 года 3 мужчины и 4 женщины из 7 чел.

## Улицы
Уличная сеть посёлка состоит из 6 улиц.